# District de Sellye
Le district de Sellye (en hongrois : Sellyei járás) est un des 10 districts du comitat de Baranya en Hongrie. Créé en 2013, il compte 12 094 habitants et rassemble 38 localités dont une ville, Sellye, son chef-lieu.
Cette entité existait déjà auparavant entre 1950 et 1963.

## Localités
| Nom              | Statut         | Superficie (km²) | Population (2013) |
| ---------------- | -------------- | ---------------- | ----------------- |
| Sellye           | Ville          | 25,18            | 2 727             |
| Vajszló          | Grande-commune | 17,71            | 1 821             |
| Adorjás          | Commune        | 8,10             | 184               |
| Baksa            | Commune        | 13,82            | 788               |
| Baranyahídvég    | Commune        | 8,49             | 188               |
| Besence          | Commune        | 9,58             | 126               |
| Bogádmindszent   | Commune        | 11,58            | 433               |
| Bogdása          | Commune        | 20,99            | 283               |
| Csányoszró       | Commune        | 28,56            | 677               |
| Drávafok         | Commune        | 23,90            | 509               |
| Drávaiványi      | Commune        | 11,01            | 220               |
| Drávakeresztúr   | Commune        | 12,97            | 99                |
| Drávasztára      | Commune        | 18,18            | 418               |
| Felsőszentmárton | Commune        | 19,46            | 950               |
| Gilvánfa         | Commune        | 15,43            | 398               |
| Hegyszentmárton  | Commune        | 18,78            | 416               |
| Hirics           | Commune        | 14,68            | 238               |
| Kákics           | Commune        | 14,89            | 224               |
| Kemse            | Commune        | 8,96             | 56                |
| Kisasszonyfa     | Commune        | 8,87             | 186               |
| Kisszentmárton   | Commune        | 14,86            | 243               |
| Kórós            | Commune        | 15,12            | 220               |
| Lúzsok           | Commune        | 6,52             | 232               |
| Magyarmecske     | Commune        | 11,95            | 324               |
| Magyartelek      | Commune        | 6,84             | 216               |
| Markóc           | Commune        | 5,79             | 72                |
| Marócsa          | Commune        | 11,38            | 104               |
| Nagycsány        | Commune        | 5,65             | 152               |
| Okorág           | Commune        | 11,85            | 176               |
| Ózdfalu          | Commune        | 8,00             | 167               |
| Páprád           | Commune        | 12,11            | 158               |
| Piskó            | Commune        | 11,55            | 250               |
| Sámod            | Commune        | 6,20             | 187               |
| Sósvertike       | Commune        | 6,60             | 169               |
| Tengeri          | Commune        | 4,46             | 55                |
| Téseny           | Commune        | 12,08            | 305               |
| Vejti            | Commune        | 9,76             | 176               |
| Zaláta           | Commune        | 21,83            | 239               |